# 10523 D'Haveloose
10523 D'Haveloose è un asteroide della fascia principale. Scoperto nel 1990, presenta un'orbita caratterizzata da un semiasse maggiore pari a 2,2766837 UA e da un'eccentricità di 0,0654891, inclinata di 4,38993° rispetto all'eclittica.